# Bürstadt
Bürstadt – miasto w Niemczech, w kraju związkowym Hesja, w rejencji Darmstadt, w powiecie Bergstraße.

## Współpraca
Miejscowości partnerskie:
- Glauchau, Saksonia
- Krieglach, Austria
- Minano, Japonia
- Wittelsheim, Francja